# Milan (Missouri)
Milan és una població dels Estats Units a l'estat de Missouri. Segons el cens del 2000 tenia 1.958 habitants.

## Demografia
Segons el cens del 2000, Milan tenia 1.958 habitants, 782 habitatges, i 477 famílies. La densitat de població era de 413,1 habitants per km².
Dels 782 habitatges en un 29,7% hi vivien nens de menys de 18 anys, en un 44% hi vivien parelles casades, en un 12,5% dones solteres, i en un 38,9% no eren unitats familiars. En el 33,8% dels habitatges hi vivien persones soles el 19,7% de les quals corresponia a persones de 65 anys o més que vivien soles. El nombre mitjà de persones vivint en cada habitatge era de 2,44 i el nombre mitjà de persones que vivien en cada família era de 3,08.
Per edats la població es repartia de la següent manera: un 25,9% tenia menys de 18 anys, un 8,9% entre 18 i 24, un 26,8% entre 25 i 44, un 20,2% de 45 a 60 i un 18,2% 65 anys o més.
L'edat mediana era de 36 anys. Per cada 100 dones de 18 o més anys hi havia 90,9 homes.
La renda mediana per habitatge era de 20.691 $ i la renda mediana per família de 26.429 $. Els homes tenien una renda mediana de 22.885 $ mentre que les dones 15.491 $. La renda per capita de la població era de 10.688 $. Entorn del 16,7% de les famílies i el 22,9% de la població estaven per davall del llindar de pobresa.

## Poblacions més properes
El següent diagrama mostra les poblacions més properes.